# خوان بولانوس
خوان بولانوس (بالإسبانية: Juan Andrés Bolaños)‏ هو لاعب كرة قدم كولومبي في مركز الدفاع، ولد في 22 يوليو 1991 في فيلافيسنسيو في كولومبيا. لعب مع غودوي كروز ونادي ميلغار أريكيبا.

## وصلات خارجية
- خوان بولانوس على موقع قاعدة بيانات كرة القدم.إي يو (الإنجليزية)
- خوان بولانوس على موقع Soccerway.com (الإنجليزية)